# Östermalms stadsdelsområde
Östermalms stadsdelsområde var fram till 30 juni 2023 ett stadsdelsområde i Stockholms innerstad med 83 057 invånare (2021). Det omfattade stadsdelarna Östermalm (utom en mindre del vid Roslagstull), Hjorthagen, Gärdet, Djurgården och Norra Djurgården. 
Från 1 juli 2023 ingå stadsdelarna, tillsammans med Norrmalm och Vasastaden, i Norra innerstadens stadsdelsområde. Östermalms stadsdelsområde med tillhörande stadsdelsnämnd och stadsdelsförvaltning inrättades i samband med stadsdelsreformen 1997.